# Râul Marpod
Râul Marpod este un curs de apă, afluent al râului Hârtibaciu. 